# کژوا (شهرستان بیلسک)
کژوا (به لهستانی:  Krzywa) یک روستا در لهستان است که در گمینا بیلسک پودلاسکی واقع شده‌است.